# Hrobka Silva-Tarouců (Čechy pod Kosířem)
Hrobka rodu Silva-Tarouca je pohřebiště původně portugalského šlechtického rodu Silva-Tarouca v zámeckém parku v Čechách pod Kosířem v okrese Prostějov. Ve 20. letech 20. století ji v podobě jednoduchého rodinného hřbitova založil František Josef II. Silva-Tarouca. Silva-Taroucové vlastnili panství a později velkostatek Čechy pod Kosířem v letech 1768–1945. Zámecký park s hrobkou i zámek jsou majetkem Olomouckého kraje a spravuje je Vlastivědné muzeum v Olomouci.

## Historie
V roce 1760 získal rod Silva-Tarouca český inkolát. V roce 1768 koupil Emanuel hrabě Silva-Tarouca (1696–1771), zakladatel rakouské rodové větve, panství Čechy pod Kosířem se zámkem a statky Drahanovice a Krakovec od Jiřího Antonína svobodného pána Grechtlera. Kolem zámku byla založena barokní zahrada, která byla v 1. polovině 19. století proměněna v romantický anglický park.
Hrobka se nachází poblíž Červené věže. Silva-Taroucové bývali původně pohřbeni v kryptě pod kostelem sv. Jana Křtitele. V roce 1921 po velkých deštích stoupla spodní voda a podzemní kryptu zatopila. Tehdy František Josef II. Silva Tarouca nechal přenést ostatky svých předků a příbuzných na nově založený hřbitov v zámeckém parku. Následkem pozemkové reformy a špatným hospodařením Egberta Silva-Taroucy (1887–1971), který převzal správu velkostatku po první světové válce, se rod dostal do tíživé finanční situace a reprezentativní hrobka v barokním duchu se vzhledem k vysokým nákladům nemohla realizovat. Dominantou malého rodinného hřbitova se tak stal pouze starší kamenný náhrobek s křížem, který nechal František Josef II. přemístit z obecního hřbitova a který původně připomínal zesnulého příbuzného – hraběte Bedřicha Gallenberga.
Přesun ostatků se ovšem neobešel bez komplikací. František Josef II. záměr neohlásil úřadům a někdo ho udal. Úředníci nařídili navrácení ostatků, a tak byly přes odpor hraběte za policejního dozoru převezeny zpět. Po několikaleté bitvě s úřady byly ostatky uloženy do hrobky v parku teprve v roce 1927.

## Popis
Pohřebiště je ohraničeno živým plotem, na hrobech roste vegetace. Na náhrobku vzadu je vytesán latinský nápis:
QVI MARIAM ABSOLVISTI ET LATRONEM EXAVDISTI MIHI QVOQVE SPEM DEDISTI PIE IESV DOMINE DONA EIS REQVIEM REQVIEM AETERNAM AMEN

Český překlad zní: Ty, který jsi Marii zprostil viny a zločince jsi vyslechl, také mně jsi dal víru. Zbožný Pane Ježíši, daruj jim klid, klid věčný, Amen. V textu je obsažen kryptogram MLLMVVVVI, tedy rok 1921.
Na přední straně se nachází původní text náhrobku v němčině:
Hier ruhet Friedrich Graf Gallenberg, geb. 29. 12. 1809, gest. 16. 10. 1862, R. I. P.

Český překlad zní: Zde odpočívá Friedrich hrabě Gallenberg, nar. 29. 12. 1809, zemř. 16. 10. 1862, [Requiescat in pace] Ať odpočívá v pokoji.

## Seznam pohřbených
Na rodinném hřbitově bylo pochováno deset členů Silva-Tarouců nebo jejich příbuzných. 

### Chronologicky podle data úmrtí
V tabulce jsou uvedeny základní informace o pohřbených. Fialově jsou vyznačeni příslušníci Silva-Tarouců, žlutě jsou vyznačeny přivdané manželky, pokud zde byly pohřbeny, nebo příbuzní. Červeně jsou zvýrazněni majitelé panství, od roku 1848 velkostatku Čechy pod Kosířem. Zeleně jsou vyznačeny osoby, které byly původně pohřbeny jinde. Podle legendy předci Silva-Tarouců pocházeli z města Alba Longa, ze kterého měli pocházet i zakladatelé Říma Romulus a Remus. Mezi předky měli mít rovněž členy barbarského kmene Vizigótů, kteří se v dnešním Španělsku usadili v době stěhování národů. Každopádně patří Silva-Taroucové k nejstarším šlechtickým rodům na Pyrenejském poloostrově, v roce 1755 jim byl přiznán rakouský hraběcí stav. Generace jsou počítány od Jana ze Silvy (1671–1738), který se oženil s Janou z Menezes († 1734), dědičkou rodu Tarouca. U manželek je generace v závorce a týká se generace manžela. 
| Po-řa-dí | Gene-race                 | Jméno pohřbeného                             | Datum a místo narození                                                       | Otec                                                                                    | Datum a místo sňatku, choť | Pohřeb a uložení do hrobky | Poznámky |
| Po-řa-dí | Gene-race                 | Jméno pohřbeného                             | Datum a místo úmrtí                                                          | Matka                                                                                   | Datum a místo sňatku, choť | Pohřeb a uložení do hrobky | Poznámky |
| -------- | ------------------------- | -------------------------------------------- | ---------------------------------------------------------------------------- | --------------------------------------------------------------------------------------- | --- | --- | --- |
| 1.       | (5.)                      | Izabela Žofie (Gisela) ze Stolberg-Stolbergu | 7. 5. 1824 Visk, Uhersko                                                     | Kristián Arnošt ze Stolberg-Stolbergu 30. 7. 1783 Tremsbüttel – 22. 5. 1846 Lvov        | 24. 8. 1847 Nordkirchen: August Alexander Silva-Tarouca (č. 3)                                                                       | Pohřbena 22. 2. 1864. | V matrikách jsou uvedena jména Maria Isabella Sophia. Amatérská malířka, kterou vyučoval Josef Mánes. Zemřela ve věku 39 let na obstrukci dolního břicha. Narodily se jí následující děti: - 1. Marie Henriette (1856–1920) - 2. František Josef II. (1858–1936; č. 9) - 3. Arnošt Emanuel (1860–1936, pohřben ve Schwaigern) |
| 1.       | (5.)                      | Izabela Žofie (Gisela) ze Stolberg-Stolbergu | 19. 2. 1864 Čechy pod Kosířem                                                | Josefína z Gallenbergu 10. 5. 1784 Štýrský Hradec – 19. 3. 1839 Tišnov                  | 24. 8. 1847 Nordkirchen: August Alexander Silva-Tarouca (č. 3)                                                                       | Pohřbena 22. 2. 1864. | V matrikách jsou uvedena jména Maria Isabella Sophia. Amatérská malířka, kterou vyučoval Josef Mánes. Zemřela ve věku 39 let na obstrukci dolního břicha. Narodily se jí následující děti: - 1. Marie Henriette (1856–1920) - 2. František Josef II. (1858–1936; č. 9) - 3. Arnošt Emanuel (1860–1936, pohřben ve Schwaigern) |
| 2.       | (4.)                      | Leopoldina ze Sternberg-Manderscheidu        | 10. 7. 1791 Praha                                                            | František Josef ze Sternberg-Manderscheidu 4. 9. 1763 Praha – 5. 4. 1830 Praha          | 23. 10. 1811 Zásmuky: František Josef I. Silva-Tarouca (č. x835)                                                                     | Pochována 17. 12. 1870 v rodinné hrobce pod farním kostelem svým synem – Bedřichem Silva-Taroucou, radou knížecí arcibiskupské konzistoře olomoucké. | Zemřela ve věku 80 let na sešlost. Narodily se jí následující děti: - 1. František (1812–1830; č. x830) - 2. Augusta Františka Kristýna (*/† 1813; č. x813) - 3. Ervín Vilém (1815–1846; č. x846) - 4. Bedřich (1816–1881; pohřben na starém Městském hřbitově v Brně) - 5. August Alexander (1818–1872; č. 3) - 6. Kristina, provd. O'Hagerty (1819–1872) - 7. Alois (1820–1821; č. x821)                                                                                     |
| 2.       | (4.)                      | Leopoldina ze Sternberg-Manderscheidu        | 15. 12. 1870 Čechy pod Kosířem                                               | Maria Františka z Schönborn-Heussenstammu 28. 7. 1763 Vídeň – 20. 10. 1825 Praha        | 23. 10. 1811 Zásmuky: František Josef I. Silva-Tarouca (č. x835)                                                                     | Pochována 17. 12. 1870 v rodinné hrobce pod farním kostelem svým synem – Bedřichem Silva-Taroucou, radou knížecí arcibiskupské konzistoře olomoucké. | Zemřela ve věku 80 let na sešlost. Narodily se jí následující děti: - 1. František (1812–1830; č. x830) - 2. Augusta Františka Kristýna (*/† 1813; č. x813) - 3. Ervín Vilém (1815–1846; č. x846) - 4. Bedřich (1816–1881; pohřben na starém Městském hřbitově v Brně) - 5. August Alexander (1818–1872; č. 3) - 6. Kristina, provd. O'Hagerty (1819–1872) - 7. Alois (1820–1821; č. x821)                                                                                     |
| 3.       | 5.                        | August Alexander Silva-Tarouca               | 14. 4. 1818 Čechy pod Kosířem                                                | František Josef I. Silva-Tarouca (č. x835)                                              | 24. 8. 1847 Nordkirchen: Izabela Žofie ze Stolberg-Stolbergu (č. 1)                                                                  | Pohřben 26. 10. 1872 v rodinné hrobce pod farním kostelem.                                                                                           | C. k. komoří a rytmistr. Majitel panství, od roku 1848 velkostatku Čechy pod Kosířem (1846–1872), Drahanovice, Krakovec, Hluchov (od roku 1852) a Jesenec (1853–1868). Zemřel ve věku 54 let na ochrnutí srdce. |
| 3.       | 5.                        | August Alexander Silva-Tarouca               | 24. 10. 1872 Čechy pod Kosířem                                               | Leopoldina ze Sternberg-Manderscheidu (č. 2)                                            | 24. 8. 1865 Brodek u Prostějova: Helena Kálnokyová z Köröspataku (č. 7)                                                              | Pohřben 26. 10. 1872 v rodinné hrobce pod farním kostelem.                                                                                           | C. k. komoří a rytmistr. Majitel panství, od roku 1848 velkostatku Čechy pod Kosířem (1846–1872), Drahanovice, Krakovec, Hluchov (od roku 1852) a Jesenec (1853–1868). Zemřel ve věku 54 let na ochrnutí srdce. |
| 4.       |                           | Kristina Kálnokyová z Köröspataku            | 28. 8. 1831 Letovice                                                         | Gustav Josef Kálnoky z Köröspataku 17. 12. 1799 Nagyszeben – 18. 2. 1884 Štýrský Hradec | 7. 7. 1862 Brodek u Prostějova: Günther ze Stolberg-Stolbergu zu Bramstedt 22. 11. 1820 Prešpurk (Bratislava) – 3. 8. 1895 Průhonice | Pohřbena 17. 4. 1877 na hřbitově v Čechách pod Kosířem.                                                                                              | Sestra Heleny (č. 7), švagrová Gisely (č. 1). Zemřela bezdětná ve věku 46 let na sešlost. |
| 4.       | 14. 4. 1877 Baden u Vídně | Kristina Kálnokyová z Köröspataku            | Alžběta ze Schrattenbachu 15. 7. 1809 Brno – 8. 10. 1875 Brodek u Prostějova |                                                                                         | 7. 7. 1862 Brodek u Prostějova: Günther ze Stolberg-Stolbergu zu Bramstedt 22. 11. 1820 Prešpurk (Bratislava) – 3. 8. 1895 Průhonice | Pohřbena 17. 4. 1877 na hřbitově v Čechách pod Kosířem.                                                                                              | Sestra Heleny (č. 7), švagrová Gisely (č. 1). Zemřela bezdětná ve věku 46 let na sešlost. |
| 5.       | 7.                        | Vilém Silva-Tarouca                          | 28. 7. 1894 Čechy pod Kosířem                                                | František Josef II. Silva-Tarouca (č. 9)                                                | | Pohřben 4. 1. 1895 v rodinné kryptě pod farním kostelem.                                                                                             | Zemřel ve věku pěti měsíců na mrtvici. |
| 5.       | 7.                        | Vilém Silva-Tarouca                          | 2. 1. 1895 Čechy pod Kosířem                                                 | Gabriela ze Schwarzenbergu (č. 8)                                                       | | Pohřben 4. 1. 1895 v rodinné kryptě pod farním kostelem.                                                                                             | Zemřel ve věku pěti měsíců na mrtvici. |
| 6.       | 7.                        | Alois Silva-Tarouca                          | 12. 3. 1892 Čechy pod Kosířem                                                | František Josef II. Silva-Tarouca (č. 9)                                                | | Pohřben 23. 12. 1917. | Nadporučík 2. hulánského pluku, padl zasažen do hlavy ve věku 25 let na bojišti v Bukovině během 1. světové války, když byl přidělený k 6. dragounském pluku. |
| 6.       | 7.                        | Alois Silva-Tarouca                          | 30. 7. 1917 u Breazy, padl v bitvě                                           | Gabriela ze Schwarzenbergu (č. 8)                                                       | | Pohřben 23. 12. 1917. | Nadporučík 2. hulánského pluku, padl zasažen do hlavy ve věku 25 let na bojišti v Bukovině během 1. světové války, když byl přidělený k 6. dragounském pluku. |
| 7.       | (5.)                      | Helena Kálnokyová z Köröspataku              | 2. 6. 1835 Letovice                                                          | Gustav Josef Kálnoky z Köröspataku 17. 12. 1799 Nagyszeben – 18. 2. 1884 Štýrský Hradec | 24. 8. 1865 Brodek u Prostějova: August Alexander Silva-Tarouca (č. 3)                                                               | Pohřbena 12. 8. 1931 na zámeckém hřbitově. | Dvorní dáma princezny Štěpánky Belgické, vdovy po korunním princi Rudolfovi. Bezdětná. Zemřela jako 62letá na sešlost věkem. |
| 7.       | (5.)                      | Helena Kálnokyová z Köröspataku              | 10. 8. 1931 Čechy pod Kosířem                                                | Alžběta ze Schrattenbachu 15. 7. 1809 Brno – 8. 10. 1875 Brodek u Prostějova            | 24. 8. 1865 Brodek u Prostějova: August Alexander Silva-Tarouca (č. 3)                                                               | Pohřbena 12. 8. 1931 na zámeckém hřbitově. | Dvorní dáma princezny Štěpánky Belgické, vdovy po korunním princi Rudolfovi. Bezdětná. Zemřela jako 62letá na sešlost věkem. |
| 8.       | (6.)                      | Gabriela ze Schwarzenbergu                   | 9. 10. 1856 Praha                                                            | Karel III. ze Schwarzenbergu 5. 8. 1824 Praha – 29. 3. 1904 Praha                       | 23. 5. 1882 Praha-Hradčany (Arcibiskupský palác): František Josef II. Silva-Tarouca (č. 9)                                           | Pohřbena svým synem Karlem 6. 12. 1934. | Dáma Řádu hvězdového kříže (1889) a palácová dáma (1892). Sestra Karla IV. knížete ze Schwarzenbergu. Zemřela ve věku 78 let na vrozenou srdeční vadu a selhání srdce (srdeční slabost). Narodily se jí následující děti: - 1. Karl (1883–1958) - 2. Marie (*/† 1886; č. x886) - 3. Egbert (1887–1971; pohřben na hřbitově v Hornu) - 4. Friedrich (1888–1968) - 5. František Arnošt (Franz Ernst; 1890–1943; č. 10) - 6. Alois (1892–1917; č. 6) - 7. Vilém (1894–1895; č. 5) |
| 8.       | (6.)                      | Gabriela ze Schwarzenbergu                   | 4. 12. 1934 Čechy pod Kosířem                                                | Vilemína z Oettingen-Wallersteinu 30. 12. 1833 Praha – 18. 12. 1910 Praha               | 23. 5. 1882 Praha-Hradčany (Arcibiskupský palác): František Josef II. Silva-Tarouca (č. 9)                                           | Pohřbena svým synem Karlem 6. 12. 1934. | Dáma Řádu hvězdového kříže (1889) a palácová dáma (1892). Sestra Karla IV. knížete ze Schwarzenbergu. Zemřela ve věku 78 let na vrozenou srdeční vadu a selhání srdce (srdeční slabost). Narodily se jí následující děti: - 1. Karl (1883–1958) - 2. Marie (*/† 1886; č. x886) - 3. Egbert (1887–1971; pohřben na hřbitově v Hornu) - 4. Friedrich (1888–1968) - 5. František Arnošt (Franz Ernst; 1890–1943; č. 10) - 6. Alois (1892–1917; č. 6) - 7. Vilém (1894–1895; č. 5) |
| 9.       | 6.                        | František Josef II. Silva-Tarouca            | 13. 3. 1858 Čechy pod Kosířem                                                | August Alexander Silva-Tarouca (č. 3)                                                   | 23. 5. 1882 Praha-Hradčany (Arcibiskupský palác): Gabriela ze Schwarzenbergu (č. 8)                                                  | Pohřben svým synem Karlem 7. 8. 1936 na zámeckém hřbitově.                                                                                           | C. k. komoří (1888) a tajný rada (1911), nadporučík v evidenci u hulánského pluku č. 4, dědičný člen Panské sněmovny rakouské Říšské rady (1892–1918, do roku 1907 doživotní), od roku 1872 majitel fideikomisu. Zemřel ve věku 78 let na zánět slepého střeva a zápal plic po operaci. |
| 9.       | 6.                        | František Josef II. Silva-Tarouca            | 4. 8. 1936 Brno                                                              | Izabela Žofie ze Stolberg-Stolbergu (č. 1)                                              | 23. 5. 1882 Praha-Hradčany (Arcibiskupský palác): Gabriela ze Schwarzenbergu (č. 8)                                                  | Pohřben svým synem Karlem 7. 8. 1936 na zámeckém hřbitově.                                                                                           | C. k. komoří (1888) a tajný rada (1911), nadporučík v evidenci u hulánského pluku č. 4, dědičný člen Panské sněmovny rakouské Říšské rady (1892–1918, do roku 1907 doživotní), od roku 1872 majitel fideikomisu. Zemřel ve věku 78 let na zánět slepého střeva a zápal plic po operaci. |
| 10.      | 7.                        | František Arnošt Silva-Tarouca               | 18. 7. 1890 Čechy pod Kosířem                                                | František Josef II. Silva-Tarouca (č. 9)                                                | | Pohřben páterem Franzem – Vinzenzem Silva-Taroucou (1895–1980; z průhonické linie, který byl ultimus familiae) 11. 12. 1943.                         | Majitel velkostatku Čechy pod Kosířem. Jako jediný z rodu se za druhé světové války přihlásil k české národnosti. Zemřel ve věku 53 let na lobulární pneumonii. |
| 10.      | 7.                        | František Arnošt Silva-Tarouca               | 7. 12. 1943 Čechy pod Kosířem                                                | Gabriela ze Schwarzenbergu (č. 8)                                                       | | Pohřben páterem Franzem – Vinzenzem Silva-Taroucou (1895–1980; z průhonické linie, který byl ultimus familiae) 11. 12. 1943.                         | Majitel velkostatku Čechy pod Kosířem. Jako jediný z rodu se za druhé světové války přihlásil k české národnosti. Zemřel ve věku 53 let na lobulární pneumonii. |

### Podle uložení
Uprostřed se nachází náhrobek. Po každé straně je po pěti nebožtících. Vpravo byl pohřben František Josef II., jeho manželka a synové. Čísla odpovídají pořadí úmrtí v tabulce výše.
| 2.                                    | 1.                                  | 4.                                | 3.                             | 7.                              | náhrobek | 6.                  | 5.                  | 8.                         | 9.                                | 10.                            |
| Leopoldina ze Sternberg-Manderscheidu | Izabela Žofie ze Stolberg-Stolbergu | Kristina Kálnokyová z Köröspataku | August Alexander Silva-Tarouca | Helena Kálnokyová z Köröspataku | náhrobek | Alois Silva-Tarouca | Vilém Silva-Tarouca | Gabriela ze Schwarzenbergu | František Josef II. Silva-Tarouca | František Arnošt Silva-Tarouca |
| 1791–1870                             | 1824–1864                           | 1831–1877                         | 1818–1872                      | 1835–1931                       | náhrobek | 1894–1917           | 1894–1895           | 1856–1934                  | 1858–1936                         | 1890–1943                      |

### Pochovaní na jiných místech v Čechách pod Kosířem (výběr)
Tabulka je přehledem rodinných příslušníků, kteří byli pohřbeni na jiném místě v Čechách pod Kosířem. Mají speciální číslování a zelené zvýraznění ve dvou sloupcích.
| Po-řa-dí | Gene-race | Jméno pohřbeného                 | Datum a místo narození         | Otec                                                                           | Datum a místo sňatku, choť                                         | Pohřeb a uložení do hrobky                                                              | Poznámky |
| Po-řa-dí | Gene-race | Jméno pohřbeného                 | Datum a místo úmrtí            | Matka                                                                          | Datum a místo sňatku, choť                                         | Pohřeb a uložení do hrobky                                                              | Poznámky |
| -------- | --------- | -------------------------------- | ------------------------------ | ------------------------------------------------------------------------------ | ------------------------------------------------------------------ | --------------------------------------------------------------------------------------- | --- |
| x813.    | 5.        | Augusta Silva-Tarouca            | 23. 11. 1813 Čechy pod Kosířem | František Josef I. Silva-Tarouca (č. x835)                                     |                                                                    | Pohřben 9. 12. 1813.                                                                    | Zemřela ve věku 14 dní na psotník. |
| x813.    | 5.        | Augusta Silva-Tarouca            | 7. 12. 1813 Čechy pod Kosířem  | Leopoldina ze Sternberg-Manderscheidu (č. 2)                                   |                                                                    | Pohřben 9. 12. 1813.                                                                    | Zemřela ve věku 14 dní na psotník. |
| x821.    | 5.        | Alois Silva-Tarouca              | 16. 8. 1820 Čechy pod Kosířem  | František Josef I. Silva-Tarouca (č. x835)                                     |                                                                    | Pohřben 4. 10. 1821.                                                                    | Zemřel ve věku jednoho roku na psotník. |
| x821.    | 5.        | Alois Silva-Tarouca              | 2. 10. 1821 Čechy pod Kosířem  | Leopoldina ze Sternberg-Manderscheidu (č. 2)                                   |                                                                    | Pohřben 4. 10. 1821.                                                                    | Zemřel ve věku jednoho roku na psotník. |
| x830.    | 5.        | František Silva-Tarouca          | 23. 10. 1812 Čechy pod Kosířem | František Josef I. Silva-Tarouca (č. x835)                                     |                                                                    | Pohřben 21. 6. 1830.                                                                    | Zemřel ve věku 17 let na tuberkulózu. |
| x830.    | 5.        | František Silva-Tarouca          | 19. 6. 1830 Čechy pod Kosířem  | Leopoldina ze Sternberg-Manderscheidu (č. 2)                                   |                                                                    | Pohřben 21. 6. 1830.                                                                    | Zemřel ve věku 17 let na tuberkulózu. |
| x835.    | 4.        | František Josef I. Silva-Tarouca | 27. 4. 1773 Vídeň              | František Štěpán Silva-Tarouca 30. 1. 1750 Vídeň – 5. 3. 1797 Vídeň            | 23. 10. 1811 Zásmuky: Leopoldina ze Sternberg-Manderscheidu (č. 2) | Pohřben 4. 12. 1835.                                                                    | Major (Obristwachmeister), skutečný císařský komoří a rytíř Císařského rakouského řádu Leopoldova, majitel spojených panství Čechy pod Kosířem, Krakovec a Drahanovice. Zemřel ve věku 62 let na mozkovou mrtvici. |
| x835.    | 4.        | František Josef I. Silva-Tarouca | 2. 12. 1835 Čechy pod Kosířem  | Marie Kristýna z Schönborn-Heussenstammu 20. 9. 1754 Vídeň – 25. 8. 1797 Vídeň | 23. 10. 1811 Zásmuky: Leopoldina ze Sternberg-Manderscheidu (č. 2) | Pohřben 4. 12. 1835.                                                                    | Major (Obristwachmeister), skutečný císařský komoří a rytíř Císařského rakouského řádu Leopoldova, majitel spojených panství Čechy pod Kosířem, Krakovec a Drahanovice. Zemřel ve věku 62 let na mozkovou mrtvici. |
| x846.    | 5.        | Ervín Vilém Silva-Tarouca        | 17. 4. 1815 Čechy pod Kosířem  | František Josef I. Silva-Tarouca (č. x835)                                     |                                                                    | Pohřben 27. 9. 1846 svým bratrem Bedřichem, tehdejším kooperátorem v Kloboukách u Brna. | Majitel panství Čechy pod Košířem, trpěl depresemi a ve věku 31 let spáchal sebevraždu. |
| x846.    | 5.        | Ervín Vilém Silva-Tarouca        | 23. 9. 1846 Čechy pod Kosířem  | Leopoldina ze Sternberg-Manderscheidu (č. 2)                                   |                                                                    | Pohřben 27. 9. 1846 svým bratrem Bedřichem, tehdejším kooperátorem v Kloboukách u Brna. | Majitel panství Čechy pod Košířem, trpěl depresemi a ve věku 31 let spáchal sebevraždu. |
| x886.    | 7.        | Marie Silva-Tarouca              | 25. 10. 1886 Čechy pod Kosířem | František Josef II. Silva-Tarouca (č. 9)                                       |                                                                    | Pohřbena 27. 10. 1886.                                                                  | Zemřela při porodu byvše pokřtěna. |
| x886.    | 7.        | Marie Silva-Tarouca              | 25. 10. 1886 Čechy pod Kosířem | Gabriela ze Schwarzenbergu (č. 8)                                              |                                                                    | Pohřbena 27. 10. 1886.                                                                  | Zemřela při porodu byvše pokřtěna. |

### Příbuzenské vztahy pohřbených
Následující schéma znázorňuje příbuzenské vztahy Silva-Tarouců. Červeně orámovaní byli pohřbeni v hrobce, arabské číslice odpovídají pořadí úmrtí podle předchozí tabulky. Římské číslice představují pořadí manžela nebo manželky, pokud někdo vstoupil do manželství více než jednou. Tučně jsou zvýrazněni majitelé, případně správci panství a později velkostatku Čechy pod Kosířem. Modře je orámován zakladatel rakouské rodové větve Emanuel Silva-Tarouca (1691–1771), který zakoupil panství Čechy pod Kosířem a nechal z něho zřídit rodinné fideikomis. Zeleně jsou orámováni pohřbení na jiném místě v Čechách pod Kosířem. Oranžově je orámován majitel velkostatku Průhonice a tamějsího parku Arnošt Emanuel Silva-Tarouca (1860–1936), zakladatel průhonické linie. Hnědě je orámována Theresia, roz. Silva-Tarouca (1920–1947), jejíž tři děti nesly jméno Graf/Gräfin von Silva-Tarouca. Vzhledem k účelu schématu se nejedná o kompletní rodokmen.
|                                                  |                                                  |                                                  |                                                  |                                                  |                                                  |  |  | Emanuel Teles da Silva-Tarouca 1691/1696–1771      | Emanuel Teles da Silva-Tarouca 1691/1696–1771      | Emanuel Teles da Silva-Tarouca 1691/1696–1771      | Emanuel Teles da Silva-Tarouca 1691/1696–1771      | Emanuel Teles da Silva-Tarouca 1691/1696–1771      | Emanuel Teles da Silva-Tarouca 1691/1696–1771      |                                          |                                          | Johanna Amálie ze Schleswig-Holstein-Sondenburg-Becku 1718–1774 | Johanna Amálie ze Schleswig-Holstein-Sondenburg-Becku 1718–1774 | Johanna Amálie ze Schleswig-Holstein-Sondenburg-Becku 1718–1774 | Johanna Amálie ze Schleswig-Holstein-Sondenburg-Becku 1718–1774 | Johanna Amálie ze Schleswig-Holstein-Sondenburg-Becku 1718–1774 | Johanna Amálie ze Schleswig-Holstein-Sondenburg-Becku 1718–1774 |                                                     |                                                     |                                                     |                                                     |                                                |                                                |                                                |                                                |                                         |                                         |                                           |                                           |                                           |                                           |                                           |                                           |                                     |                                     |                                                     |                                                     |                                                     |                                                     |                                                         |                                                         |                                                         |                                                         |                                                         |                                                         |                                             |                                             |                                             |                                             |                                            |                                            |                                                  |                                                  |                                                  |                                                  |                                                  |                                                  |                                    |                                    |                                                     |                                                     |                                                     |                                                     |                                                     |                                                     |                                   |                                   |                                                |                                                |                                                |                                                |                                                |                                                |                              |                              |                                |                                |                                |                                |                                |                                |
|                                                  |                                                  |                                                  |                                                  |                                                  |                                                  |  |  | Emanuel Teles da Silva-Tarouca 1691/1696–1771      | Emanuel Teles da Silva-Tarouca 1691/1696–1771      | Emanuel Teles da Silva-Tarouca 1691/1696–1771      | Emanuel Teles da Silva-Tarouca 1691/1696–1771      | Emanuel Teles da Silva-Tarouca 1691/1696–1771      | Emanuel Teles da Silva-Tarouca 1691/1696–1771      |                                          |                                          | Johanna Amálie ze Schleswig-Holstein-Sondenburg-Becku 1718–1774 | Johanna Amálie ze Schleswig-Holstein-Sondenburg-Becku 1718–1774 | Johanna Amálie ze Schleswig-Holstein-Sondenburg-Becku 1718–1774 | Johanna Amálie ze Schleswig-Holstein-Sondenburg-Becku 1718–1774 | Johanna Amálie ze Schleswig-Holstein-Sondenburg-Becku 1718–1774 | Johanna Amálie ze Schleswig-Holstein-Sondenburg-Becku 1718–1774 |                                                     |                                                     |                                                     |                                                     |                                                |                                                |                                                |                                                |                                         |                                         |                                           |                                           |                                           |                                           |                                           |                                           |                                     |                                     |                                                     |                                                     |                                                     |                                                     |                                                         |                                                         |                                                         |                                                         |                                                         |                                                         |                                             |                                             |                                             |                                             |                                            |                                            |                                                  |                                                  |                                                  |                                                  |                                                  |                                                  |                                    |                                    |                                                     |                                                     |                                                     |                                                     |                                                     |                                                     |                                   |                                   |                                                |                                                |                                                |                                                |                                                |                                                |                              |                              |                                |                                |                                |                                |                                |                                |
|                                                  |                                                  |                                                  |                                                  |                                                  |                                                  |  |  |                                                    |                                                    |                                                    |                                                    |                                                    |                                                    |                                          |                                          |                                                                 |                                                                 |                                                                 |                                                                 |                                                                 |                                                                 |                                                     |                                                     |                                                     |                                                     |                                                |                                                |                                                |                                                |                                         |                                         |                                           |                                           |                                           |                                           |                                           |                                           |                                     |                                     |                                                     |                                                     |                                                     |                                                     |                                                         |                                                         |                                                         |                                                         |                                                         |                                                         |                                             |                                             |                                             |                                             |                                            |                                            |                                                  |                                                  |                                                  |                                                  |                                                  |                                                  |                                    |                                    |                                                     |                                                     |                                                     |                                                     |                                                     |                                                     |                                   |                                   |                                                |                                                |                                                |                                                |                                                |                                                |                              |                              |                                |                                |                                |                                |                                |                                |
|                                                  |                                                  |                                                  |                                                  |                                                  |                                                  |  |  |                                                    |                                                    |                                                    |                                                    |                                                    |                                                    |                                          |                                          |                                                                 |                                                                 |                                                                 |                                                                 |                                                                 |                                                                 |                                                     |                                                     |                                                     |                                                     |                                                |                                                |                                                |                                                |                                         |                                         |                                           |                                           |                                           |                                           |                                           |                                           |                                     |                                     |                                                     |                                                     |                                                     |                                                     |                                                         |                                                         |                                                         |                                                         |                                                         |                                                         |                                             |                                             |                                             |                                             |                                            |                                            |                                                  |                                                  |                                                  |                                                  |                                                  |                                                  |                                    |                                    |                                                     |                                                     |                                                     |                                                     |                                                     |                                                     |                                   |                                   |                                                |                                                |                                                |                                                |                                                |                                                |                              |                              |                                |                                |                                |                                |                                |                                |
|                                                  |                                                  |                                                  |                                                  |                                                  |                                                  |  |  |                                                    |                                                    |                                                    |                                                    | František Štěpán Silva-Tarouca 1750–1797           | František Štěpán Silva-Tarouca 1750–1797           | František Štěpán Silva-Tarouca 1750–1797 | František Štěpán Silva-Tarouca 1750–1797 | František Štěpán Silva-Tarouca 1750–1797                        | František Štěpán Silva-Tarouca 1750–1797                        |                                                                 |                                                                 | Marie Kristina ze Schönborn-Heussenstammu 1754–1797             | Marie Kristina ze Schönborn-Heussenstammu 1754–1797             | Marie Kristina ze Schönborn-Heussenstammu 1754–1797 | Marie Kristina ze Schönborn-Heussenstammu 1754–1797 | Marie Kristina ze Schönborn-Heussenstammu 1754–1797 | Marie Kristina ze Schönborn-Heussenstammu 1754–1797 |                                                |                                                |                                                |                                                |                                         |                                         | Marie Terezie Josefa Silva-Tarouca 1741–? | Marie Terezie Josefa Silva-Tarouca 1741–? | Marie Terezie Josefa Silva-Tarouca 1741–? | Marie Terezie Josefa Silva-Tarouca 1741–? | Marie Terezie Josefa Silva-Tarouca 1741–? | Marie Terezie Josefa Silva-Tarouca 1741–? |                                     |                                     | František Jiří z Wurmbrand-Stuppachu 1737–1806      | František Jiří z Wurmbrand-Stuppachu 1737–1806      | František Jiří z Wurmbrand-Stuppachu 1737–1806      | František Jiří z Wurmbrand-Stuppachu 1737–1806      | František Jiří z Wurmbrand-Stuppachu 1737–1806          | František Jiří z Wurmbrand-Stuppachu 1737–1806          |                                                         |                                                         |                                                         |                                                         |                                             |                                             |                                             |                                             |                                            |                                            |                                                  |                                                  |                                                  |                                                  |                                                  |                                                  |                                    |                                    |                                                     |                                                     |                                                     |                                                     |                                                     |                                                     |                                   |                                   |                                                |                                                |                                                |                                                |                                                |                                                |                              |                              |                                |                                |                                |                                |                                |                                |
|                                                  |                                                  |                                                  |                                                  |                                                  |                                                  |  |  |                                                    |                                                    |                                                    |                                                    | František Štěpán Silva-Tarouca 1750–1797           | František Štěpán Silva-Tarouca 1750–1797           | František Štěpán Silva-Tarouca 1750–1797 | František Štěpán Silva-Tarouca 1750–1797 | František Štěpán Silva-Tarouca 1750–1797                        | František Štěpán Silva-Tarouca 1750–1797                        |                                                                 |                                                                 | Marie Kristina ze Schönborn-Heussenstammu 1754–1797             | Marie Kristina ze Schönborn-Heussenstammu 1754–1797             | Marie Kristina ze Schönborn-Heussenstammu 1754–1797 | Marie Kristina ze Schönborn-Heussenstammu 1754–1797 | Marie Kristina ze Schönborn-Heussenstammu 1754–1797 | Marie Kristina ze Schönborn-Heussenstammu 1754–1797 |                                                |                                                |                                                |                                                |                                         |                                         | Marie Terezie Josefa Silva-Tarouca 1741–? | Marie Terezie Josefa Silva-Tarouca 1741–? | Marie Terezie Josefa Silva-Tarouca 1741–? | Marie Terezie Josefa Silva-Tarouca 1741–? | Marie Terezie Josefa Silva-Tarouca 1741–? | Marie Terezie Josefa Silva-Tarouca 1741–? |                                     |                                     | František Jiří z Wurmbrand-Stuppachu 1737–1806      | František Jiří z Wurmbrand-Stuppachu 1737–1806      | František Jiří z Wurmbrand-Stuppachu 1737–1806      | František Jiří z Wurmbrand-Stuppachu 1737–1806      | František Jiří z Wurmbrand-Stuppachu 1737–1806          | František Jiří z Wurmbrand-Stuppachu 1737–1806          |                                                         |                                                         |                                                         |                                                         |                                             |                                             |                                             |                                             |                                            |                                            |                                                  |                                                  |                                                  |                                                  |                                                  |                                                  |                                    |                                    |                                                     |                                                     |                                                     |                                                     |                                                     |                                                     |                                   |                                   |                                                |                                                |                                                |                                                |                                                |                                                |                              |                              |                                |                                |                                |                                |                                |                                |
|                                                  |                                                  |                                                  |                                                  |                                                  |                                                  |  |  |                                                    |                                                    |                                                    |                                                    |                                                    |                                                    |                                          |                                          |                                                                 |                                                                 |                                                                 |                                                                 |                                                                 |                                                                 |                                                     |                                                     |                                                     |                                                     |                                                |                                                |                                                |                                                |                                         |                                         |                                           |                                           |                                           |                                           |                                           |                                           |                                     |                                     |                                                     |                                                     |                                                     |                                                     |                                                         |                                                         |                                                         |                                                         |                                                         |                                                         |                                             |                                             |                                             |                                             |                                            |                                            |                                                  |                                                  |                                                  |                                                  |                                                  |                                                  |                                    |                                    |                                                     |                                                     |                                                     |                                                     |                                                     |                                                     |                                   |                                   |                                                |                                                |                                                |                                                |                                                |                                                |                              |                              |                                |                                |                                |                                |                                |                                |
|                                                  |                                                  |                                                  |                                                  |                                                  |                                                  |  |  |                                                    |                                                    |                                                    |                                                    |                                                    |                                                    |                                          |                                          |                                                                 |                                                                 |                                                                 |                                                                 |                                                                 |                                                                 |                                                     |                                                     |                                                     |                                                     |                                                |                                                |                                                |                                                |                                         |                                         |                                           |                                           |                                           |                                           |                                           |                                           |                                     |                                     |                                                     |                                                     |                                                     |                                                     |                                                         |                                                         |                                                         |                                                         |                                                         |                                                         |                                             |                                             |                                             |                                             |                                            |                                            |                                                  |                                                  |                                                  |                                                  |                                                  |                                                  |                                    |                                    |                                                     |                                                     |                                                     |                                                     |                                                     |                                                     |                                   |                                   |                                                |                                                |                                                |                                                |                                                |                                                |                              |                              |                                |                                |                                |                                |                                |                                |
| x835. František Josef I. Silva-Tarouca 1773–1835 | x835. František Josef I. Silva-Tarouca 1773–1835 | x835. František Josef I. Silva-Tarouca 1773–1835 | x835. František Josef I. Silva-Tarouca 1773–1835 | x835. František Josef I. Silva-Tarouca 1773–1835 | x835. František Josef I. Silva-Tarouca 1773–1835 |  |  | 2. Leopoldina ze Sternberg-Manderscheidu 1797–1870 | 2. Leopoldina ze Sternberg-Manderscheidu 1797–1870 | 2. Leopoldina ze Sternberg-Manderscheidu 1797–1870 | 2. Leopoldina ze Sternberg-Manderscheidu 1797–1870 | 2. Leopoldina ze Sternberg-Manderscheidu 1797–1870 | 2. Leopoldina ze Sternberg-Manderscheidu 1797–1870 |                                          |                                          | Jiří Silva-Tarouca 1775–1839 LINIE SILVA-TAROUCA-UNWERTH        | Jiří Silva-Tarouca 1775–1839 LINIE SILVA-TAROUCA-UNWERTH        | Jiří Silva-Tarouca 1775–1839 LINIE SILVA-TAROUCA-UNWERTH        | Jiří Silva-Tarouca 1775–1839 LINIE SILVA-TAROUCA-UNWERTH        | Jiří Silva-Tarouca 1775–1839 LINIE SILVA-TAROUCA-UNWERTH        | Jiří Silva-Tarouca 1775–1839 LINIE SILVA-TAROUCA-UNWERTH        |                                                     |                                                     | Kristýna z Unwerthu 1778–1841                       | Kristýna z Unwerthu 1778–1841                       | Kristýna z Unwerthu 1778–1841                  | Kristýna z Unwerthu 1778–1841                  | Kristýna z Unwerthu 1778–1841                  | Kristýna z Unwerthu 1778–1841                  |                                         |                                         | Evžen Silva-Tarouca 1778–1842             | Evžen Silva-Tarouca 1778–1842             | Evžen Silva-Tarouca 1778–1842             | Evžen Silva-Tarouca 1778–1842             | Evžen Silva-Tarouca 1778–1842             | Evžen Silva-Tarouca 1778–1842             |                                     |                                     | Alžběta Silva-Tarouca 1782–1842                     | Alžběta Silva-Tarouca 1782–1842                     | Alžběta Silva-Tarouca 1782–1842                     | Alžběta Silva-Tarouca 1782–1842                     | Alžběta Silva-Tarouca 1782–1842                         | Alžběta Silva-Tarouca 1782–1842                         |                                                         |                                                         | Emanuel Silva-Tarouca 1783–?                            | Emanuel Silva-Tarouca 1783–?                            | Emanuel Silva-Tarouca 1783–?                | Emanuel Silva-Tarouca 1783–?                | Emanuel Silva-Tarouca 1783–?                | Emanuel Silva-Tarouca 1783–?                |                                            |                                            | Amélie Silva-Tarouca 1784–1852                   | Amélie Silva-Tarouca 1784–1852                   | Amélie Silva-Tarouca 1784–1852                   | Amélie Silva-Tarouca 1784–1852                   | Amélie Silva-Tarouca 1784–1852                   | Amélie Silva-Tarouca 1784–1852                   |                                    |                                    | Gustav Josef Kálnoky z Köröspataku 1799–1884        | Gustav Josef Kálnoky z Köröspataku 1799–1884        | Gustav Josef Kálnoky z Köröspataku 1799–1884        | Gustav Josef Kálnoky z Köröspataku 1799–1884        | Gustav Josef Kálnoky z Köröspataku 1799–1884        | Gustav Josef Kálnoky z Köröspataku 1799–1884        |                                   |                                   | Alžběta ze Schrattenbachu 1809–1875            | Alžběta ze Schrattenbachu 1809–1875            | Alžběta ze Schrattenbachu 1809–1875            | Alžběta ze Schrattenbachu 1809–1875            | Alžběta ze Schrattenbachu 1809–1875            | Alžběta ze Schrattenbachu 1809–1875            |                              |                              |                                |                                |                                |                                |                                |                                |
| x835. František Josef I. Silva-Tarouca 1773–1835 | x835. František Josef I. Silva-Tarouca 1773–1835 | x835. František Josef I. Silva-Tarouca 1773–1835 | x835. František Josef I. Silva-Tarouca 1773–1835 | x835. František Josef I. Silva-Tarouca 1773–1835 | x835. František Josef I. Silva-Tarouca 1773–1835 |  |  | 2. Leopoldina ze Sternberg-Manderscheidu 1797–1870 | 2. Leopoldina ze Sternberg-Manderscheidu 1797–1870 | 2. Leopoldina ze Sternberg-Manderscheidu 1797–1870 | 2. Leopoldina ze Sternberg-Manderscheidu 1797–1870 | 2. Leopoldina ze Sternberg-Manderscheidu 1797–1870 | 2. Leopoldina ze Sternberg-Manderscheidu 1797–1870 |                                          |                                          | Jiří Silva-Tarouca 1775–1839 LINIE SILVA-TAROUCA-UNWERTH        | Jiří Silva-Tarouca 1775–1839 LINIE SILVA-TAROUCA-UNWERTH        | Jiří Silva-Tarouca 1775–1839 LINIE SILVA-TAROUCA-UNWERTH        | Jiří Silva-Tarouca 1775–1839 LINIE SILVA-TAROUCA-UNWERTH        | Jiří Silva-Tarouca 1775–1839 LINIE SILVA-TAROUCA-UNWERTH        | Jiří Silva-Tarouca 1775–1839 LINIE SILVA-TAROUCA-UNWERTH        |                                                     |                                                     | Kristýna z Unwerthu 1778–1841                       | Kristýna z Unwerthu 1778–1841                       | Kristýna z Unwerthu 1778–1841                  | Kristýna z Unwerthu 1778–1841                  | Kristýna z Unwerthu 1778–1841                  | Kristýna z Unwerthu 1778–1841                  |                                         |                                         | Evžen Silva-Tarouca 1778–1842             | Evžen Silva-Tarouca 1778–1842             | Evžen Silva-Tarouca 1778–1842             | Evžen Silva-Tarouca 1778–1842             | Evžen Silva-Tarouca 1778–1842             | Evžen Silva-Tarouca 1778–1842             |                                     |                                     | Alžběta Silva-Tarouca 1782–1842                     | Alžběta Silva-Tarouca 1782–1842                     | Alžběta Silva-Tarouca 1782–1842                     | Alžběta Silva-Tarouca 1782–1842                     | Alžběta Silva-Tarouca 1782–1842                         | Alžběta Silva-Tarouca 1782–1842                         |                                                         |                                                         | Emanuel Silva-Tarouca 1783–?                            | Emanuel Silva-Tarouca 1783–?                            | Emanuel Silva-Tarouca 1783–?                | Emanuel Silva-Tarouca 1783–?                | Emanuel Silva-Tarouca 1783–?                | Emanuel Silva-Tarouca 1783–?                |                                            |                                            | Amélie Silva-Tarouca 1784–1852                   | Amélie Silva-Tarouca 1784–1852                   | Amélie Silva-Tarouca 1784–1852                   | Amélie Silva-Tarouca 1784–1852                   | Amélie Silva-Tarouca 1784–1852                   | Amélie Silva-Tarouca 1784–1852                   |                                    |                                    | Gustav Josef Kálnoky z Köröspataku 1799–1884        | Gustav Josef Kálnoky z Köröspataku 1799–1884        | Gustav Josef Kálnoky z Köröspataku 1799–1884        | Gustav Josef Kálnoky z Köröspataku 1799–1884        | Gustav Josef Kálnoky z Köröspataku 1799–1884        | Gustav Josef Kálnoky z Köröspataku 1799–1884        |                                   |                                   | Alžběta ze Schrattenbachu 1809–1875            | Alžběta ze Schrattenbachu 1809–1875            | Alžběta ze Schrattenbachu 1809–1875            | Alžběta ze Schrattenbachu 1809–1875            | Alžběta ze Schrattenbachu 1809–1875            | Alžběta ze Schrattenbachu 1809–1875            |                              |                              |                                |                                |                                |                                |                                |                                |
|                                                  |                                                  |                                                  |                                                  |                                                  |                                                  |  |  |                                                    |                                                    |                                                    |                                                    |                                                    |                                                    |                                          |                                          |                                                                 |                                                                 |                                                                 |                                                                 |                                                                 |                                                                 |                                                     |                                                     |                                                     |                                                     |                                                |                                                |                                                |                                                |                                         |                                         |                                           |                                           |                                           |                                           |                                           |                                           |                                     |                                     |                                                     |                                                     |                                                     |                                                     |                                                         |                                                         |                                                         |                                                         |                                                         |                                                         |                                             |                                             |                                             |                                             |                                            |                                            |                                                  |                                                  |                                                  |                                                  |                                                  |                                                  |                                    |                                    |                                                     |                                                     |                                                     |                                                     |                                                     |                                                     |                                   |                                   |                                                |                                                |                                                |                                                |                                                |                                                |                              |                              |                                |                                |                                |                                |                                |                                |
|                                                  |                                                  |                                                  |                                                  |                                                  |                                                  |  |  |                                                    |                                                    |                                                    |                                                    |                                                    |                                                    |                                          |                                          |                                                                 |                                                                 |                                                                 |                                                                 |                                                                 |                                                                 |                                                     |                                                     |                                                     |                                                     |                                                |                                                |                                                |                                                |                                         |                                         |                                           |                                           |                                           |                                           |                                           |                                           |                                     |                                     |                                                     |                                                     |                                                     |                                                     |                                                         |                                                         |                                                         |                                                         |                                                         |                                                         |                                             |                                             |                                             |                                             |                                            |                                            |                                                  |                                                  |                                                  |                                                  |                                                  |                                                  |                                    |                                    |                                                     |                                                     |                                                     |                                                     |                                                     |                                                     |                                   |                                   |                                                |                                                |                                                |                                                |                                                |                                                |                              |                              |                                |                                |                                |                                |                                |                                |
| x830. František Silva-Tarouca 1812–1830          | x830. František Silva-Tarouca 1812–1830          | x830. František Silva-Tarouca 1812–1830          | x830. František Silva-Tarouca 1812–1830          | x830. František Silva-Tarouca 1812–1830          | x830. František Silva-Tarouca 1812–1830          |  |  | x846. Ervín Silva-Tarouca 1815–1846                | x846. Ervín Silva-Tarouca 1815–1846                | x846. Ervín Silva-Tarouca 1815–1846                | x846. Ervín Silva-Tarouca 1815–1846                | x846. Ervín Silva-Tarouca 1815–1846                | x846. Ervín Silva-Tarouca 1815–1846                |                                          |                                          | Bedřich Silva-Tarouca 1816–1881                                 | Bedřich Silva-Tarouca 1816–1881                                 | Bedřich Silva-Tarouca 1816–1881                                 | Bedřich Silva-Tarouca 1816–1881                                 | Bedřich Silva-Tarouca 1816–1881                                 | Bedřich Silva-Tarouca 1816–1881                                 |                                                     |                                                     | Kristýna Silva-Tarouca 1819–1872                    | Kristýna Silva-Tarouca 1819–1872                    | Kristýna Silva-Tarouca 1819–1872               | Kristýna Silva-Tarouca 1819–1872               | Kristýna Silva-Tarouca 1819–1872               | Kristýna Silva-Tarouca 1819–1872               |                                         |                                         | Karel O'Hagerty 1801–1882                 | Karel O'Hagerty 1801–1882                 | Karel O'Hagerty 1801–1882                 | Karel O'Hagerty 1801–1882                 | Karel O'Hagerty 1801–1882                 | Karel O'Hagerty 1801–1882                 |                                     |                                     | I. 1. Izabela Žofie ze Stolberg-Stolbergu 1824–1864 | I. 1. Izabela Žofie ze Stolberg-Stolbergu 1824–1864 | I. 1. Izabela Žofie ze Stolberg-Stolbergu 1824–1864 | I. 1. Izabela Žofie ze Stolberg-Stolbergu 1824–1864 | I. 1. Izabela Žofie ze Stolberg-Stolbergu 1824–1864     | I. 1. Izabela Žofie ze Stolberg-Stolbergu 1824–1864     |                                                         |                                                         | 3. August Alexander Silva-Tarouca 1818–1872             | 3. August Alexander Silva-Tarouca 1818–1872             | 3. August Alexander Silva-Tarouca 1818–1872 | 3. August Alexander Silva-Tarouca 1818–1872 | 3. August Alexander Silva-Tarouca 1818–1872 | 3. August Alexander Silva-Tarouca 1818–1872 |                                            |                                            | II. 7. Helena Kálnokyová z Köröspataku 1835–1931 | II. 7. Helena Kálnokyová z Köröspataku 1835–1931 | II. 7. Helena Kálnokyová z Köröspataku 1835–1931 | II. 7. Helena Kálnokyová z Köröspataku 1835–1931 | II. 7. Helena Kálnokyová z Köröspataku 1835–1931 | II. 7. Helena Kálnokyová z Köröspataku 1835–1931 |                                    |                                    | Günther zu Stolberg-Stolberg zu Bramstedt 1820–1895 | Günther zu Stolberg-Stolberg zu Bramstedt 1820–1895 | Günther zu Stolberg-Stolberg zu Bramstedt 1820–1895 | Günther zu Stolberg-Stolberg zu Bramstedt 1820–1895 | Günther zu Stolberg-Stolberg zu Bramstedt 1820–1895 | Günther zu Stolberg-Stolberg zu Bramstedt 1820–1895 |                                   |                                   | 4. Kristina Kálnokyová z Köröspataku 1831–1877 | 4. Kristina Kálnokyová z Köröspataku 1831–1877 | 4. Kristina Kálnokyová z Köröspataku 1831–1877 | 4. Kristina Kálnokyová z Köröspataku 1831–1877 | 4. Kristina Kálnokyová z Köröspataku 1831–1877 | 4. Kristina Kálnokyová z Köröspataku 1831–1877 |                              |                              |                                |                                |                                |                                |                                |                                |
| x830. František Silva-Tarouca 1812–1830          | x830. František Silva-Tarouca 1812–1830          | x830. František Silva-Tarouca 1812–1830          | x830. František Silva-Tarouca 1812–1830          | x830. František Silva-Tarouca 1812–1830          | x830. František Silva-Tarouca 1812–1830          |  |  | x846. Ervín Silva-Tarouca 1815–1846                | x846. Ervín Silva-Tarouca 1815–1846                | x846. Ervín Silva-Tarouca 1815–1846                | x846. Ervín Silva-Tarouca 1815–1846                | x846. Ervín Silva-Tarouca 1815–1846                | x846. Ervín Silva-Tarouca 1815–1846                |                                          |                                          | Bedřich Silva-Tarouca 1816–1881                                 | Bedřich Silva-Tarouca 1816–1881                                 | Bedřich Silva-Tarouca 1816–1881                                 | Bedřich Silva-Tarouca 1816–1881                                 | Bedřich Silva-Tarouca 1816–1881                                 | Bedřich Silva-Tarouca 1816–1881                                 |                                                     |                                                     | Kristýna Silva-Tarouca 1819–1872                    | Kristýna Silva-Tarouca 1819–1872                    | Kristýna Silva-Tarouca 1819–1872               | Kristýna Silva-Tarouca 1819–1872               | Kristýna Silva-Tarouca 1819–1872               | Kristýna Silva-Tarouca 1819–1872               |                                         |                                         | Karel O'Hagerty 1801–1882                 | Karel O'Hagerty 1801–1882                 | Karel O'Hagerty 1801–1882                 | Karel O'Hagerty 1801–1882                 | Karel O'Hagerty 1801–1882                 | Karel O'Hagerty 1801–1882                 |                                     |                                     | I. 1. Izabela Žofie ze Stolberg-Stolbergu 1824–1864 | I. 1. Izabela Žofie ze Stolberg-Stolbergu 1824–1864 | I. 1. Izabela Žofie ze Stolberg-Stolbergu 1824–1864 | I. 1. Izabela Žofie ze Stolberg-Stolbergu 1824–1864 | I. 1. Izabela Žofie ze Stolberg-Stolbergu 1824–1864     | I. 1. Izabela Žofie ze Stolberg-Stolbergu 1824–1864     |                                                         |                                                         | 3. August Alexander Silva-Tarouca 1818–1872             | 3. August Alexander Silva-Tarouca 1818–1872             | 3. August Alexander Silva-Tarouca 1818–1872 | 3. August Alexander Silva-Tarouca 1818–1872 | 3. August Alexander Silva-Tarouca 1818–1872 | 3. August Alexander Silva-Tarouca 1818–1872 |                                            |                                            | II. 7. Helena Kálnokyová z Köröspataku 1835–1931 | II. 7. Helena Kálnokyová z Köröspataku 1835–1931 | II. 7. Helena Kálnokyová z Köröspataku 1835–1931 | II. 7. Helena Kálnokyová z Köröspataku 1835–1931 | II. 7. Helena Kálnokyová z Köröspataku 1835–1931 | II. 7. Helena Kálnokyová z Köröspataku 1835–1931 |                                    |                                    | Günther zu Stolberg-Stolberg zu Bramstedt 1820–1895 | Günther zu Stolberg-Stolberg zu Bramstedt 1820–1895 | Günther zu Stolberg-Stolberg zu Bramstedt 1820–1895 | Günther zu Stolberg-Stolberg zu Bramstedt 1820–1895 | Günther zu Stolberg-Stolberg zu Bramstedt 1820–1895 | Günther zu Stolberg-Stolberg zu Bramstedt 1820–1895 |                                   |                                   | 4. Kristina Kálnokyová z Köröspataku 1831–1877 | 4. Kristina Kálnokyová z Köröspataku 1831–1877 | 4. Kristina Kálnokyová z Köröspataku 1831–1877 | 4. Kristina Kálnokyová z Köröspataku 1831–1877 | 4. Kristina Kálnokyová z Köröspataku 1831–1877 | 4. Kristina Kálnokyová z Köröspataku 1831–1877 |                              |                              |                                |                                |                                |                                |                                |                                |
|                                                  |                                                  |                                                  |                                                  |                                                  |                                                  |  |  |                                                    |                                                    |                                                    |                                                    |                                                    |                                                    |                                          |                                          |                                                                 |                                                                 |                                                                 |                                                                 |                                                                 |                                                                 |                                                     |                                                     |                                                     |                                                     |                                                |                                                |                                                |                                                |                                         |                                         |                                           |                                           |                                           |                                           |                                           |                                           |                                     |                                     |                                                     |                                                     |                                                     |                                                     |                                                         |                                                         |                                                         |                                                         |                                                         |                                                         |                                             |                                             |                                             |                                             |                                            |                                            |                                                  |                                                  |                                                  |                                                  |                                                  |                                                  |                                    |                                    |                                                     |                                                     |                                                     |                                                     |                                                     |                                                     |                                   |                                   |                                                |                                                |                                                |                                                |                                                |                                                |                              |                              |                                |                                |                                |                                |                                |                                |
|                                                  |                                                  |                                                  |                                                  |                                                  |                                                  |  |  |                                                    |                                                    |                                                    |                                                    |                                                    |                                                    |                                          |                                          |                                                                 |                                                                 |                                                                 |                                                                 |                                                                 |                                                                 |                                                     |                                                     |                                                     |                                                     |                                                |                                                |                                                |                                                |                                         |                                         |                                           |                                           |                                           |                                           |                                           |                                           |                                     |                                     |                                                     |                                                     |                                                     |                                                     |                                                         |                                                         |                                                         |                                                         |                                                         |                                                         |                                             |                                             |                                             |                                             |                                            |                                            |                                                  |                                                  |                                                  |                                                  |                                                  |                                                  |                                    |                                    |                                                     |                                                     |                                                     |                                                     |                                                     |                                                     |                                   |                                   |                                                |                                                |                                                |                                                |                                                |                                                |                              |                              |                                |                                |                                |                                |                                |                                |
|                                                  |                                                  |                                                  |                                                  |                                                  |                                                  |  |  | Marie Henriette Silva-Tarouca 1856–1920            | Marie Henriette Silva-Tarouca 1856–1920            | Marie Henriette Silva-Tarouca 1856–1920            | Marie Henriette Silva-Tarouca 1856–1920            | Marie Henriette Silva-Tarouca 1856–1920            | Marie Henriette Silva-Tarouca 1856–1920            |                                          |                                          |                                                                 |                                                                 |                                                                 |                                                                 |                                                                 |                                                                 |                                                     |                                                     | 9. František Josef II. Silva-Tarouca 1858–1936      | 9. František Josef II. Silva-Tarouca 1858–1936      | 9. František Josef II. Silva-Tarouca 1858–1936 | 9. František Josef II. Silva-Tarouca 1858–1936 | 9. František Josef II. Silva-Tarouca 1858–1936 | 9. František Josef II. Silva-Tarouca 1858–1936 |                                         |                                         | 8. Gabriela ze Schwarzenbergu 1856–1934   | 8. Gabriela ze Schwarzenbergu 1856–1934   | 8. Gabriela ze Schwarzenbergu 1856–1934   | 8. Gabriela ze Schwarzenbergu 1856–1934   | 8. Gabriela ze Schwarzenbergu 1856–1934   | 8. Gabriela ze Schwarzenbergu 1856–1934   |                                     |                                     |                                                     |                                                     |                                                     |                                                     | Arnošt Emanuel Silva-Tarouca 1860–1936 PRŮHONICKÁ LINIE | Arnošt Emanuel Silva-Tarouca 1860–1936 PRŮHONICKÁ LINIE | Arnošt Emanuel Silva-Tarouca 1860–1936 PRŮHONICKÁ LINIE | Arnošt Emanuel Silva-Tarouca 1860–1936 PRŮHONICKÁ LINIE | Arnošt Emanuel Silva-Tarouca 1860–1936 PRŮHONICKÁ LINIE | Arnošt Emanuel Silva-Tarouca 1860–1936 PRŮHONICKÁ LINIE |                                             |                                             | Marie Antonie z Nostitz-Rienecku 1863–1934  | Marie Antonie z Nostitz-Rienecku 1863–1934  | Marie Antonie z Nostitz-Rienecku 1863–1934 | Marie Antonie z Nostitz-Rienecku 1863–1934 | Marie Antonie z Nostitz-Rienecku 1863–1934       | Marie Antonie z Nostitz-Rienecku 1863–1934       |                                                  |                                                  |                                                  |                                                  |                                    |                                    |                                                     |                                                     |                                                     |                                                     |                                                     |                                                     |                                   |                                   |                                                |                                                |                                                |                                                |                                                |                                                |                              |                              |                                |                                |                                |                                |                                |                                |
|                                                  |                                                  |                                                  |                                                  |                                                  |                                                  |  |  | Marie Henriette Silva-Tarouca 1856–1920            | Marie Henriette Silva-Tarouca 1856–1920            | Marie Henriette Silva-Tarouca 1856–1920            | Marie Henriette Silva-Tarouca 1856–1920            | Marie Henriette Silva-Tarouca 1856–1920            | Marie Henriette Silva-Tarouca 1856–1920            |                                          |                                          |                                                                 |                                                                 |                                                                 |                                                                 |                                                                 |                                                                 |                                                     |                                                     | 9. František Josef II. Silva-Tarouca 1858–1936      | 9. František Josef II. Silva-Tarouca 1858–1936      | 9. František Josef II. Silva-Tarouca 1858–1936 | 9. František Josef II. Silva-Tarouca 1858–1936 | 9. František Josef II. Silva-Tarouca 1858–1936 | 9. František Josef II. Silva-Tarouca 1858–1936 |                                         |                                         | 8. Gabriela ze Schwarzenbergu 1856–1934   | 8. Gabriela ze Schwarzenbergu 1856–1934   | 8. Gabriela ze Schwarzenbergu 1856–1934   | 8. Gabriela ze Schwarzenbergu 1856–1934   | 8. Gabriela ze Schwarzenbergu 1856–1934   | 8. Gabriela ze Schwarzenbergu 1856–1934   |                                     |                                     |                                                     |                                                     |                                                     |                                                     | Arnošt Emanuel Silva-Tarouca 1860–1936 PRŮHONICKÁ LINIE | Arnošt Emanuel Silva-Tarouca 1860–1936 PRŮHONICKÁ LINIE | Arnošt Emanuel Silva-Tarouca 1860–1936 PRŮHONICKÁ LINIE | Arnošt Emanuel Silva-Tarouca 1860–1936 PRŮHONICKÁ LINIE | Arnošt Emanuel Silva-Tarouca 1860–1936 PRŮHONICKÁ LINIE | Arnošt Emanuel Silva-Tarouca 1860–1936 PRŮHONICKÁ LINIE |                                             |                                             | Marie Antonie z Nostitz-Rienecku 1863–1934  | Marie Antonie z Nostitz-Rienecku 1863–1934  | Marie Antonie z Nostitz-Rienecku 1863–1934 | Marie Antonie z Nostitz-Rienecku 1863–1934 | Marie Antonie z Nostitz-Rienecku 1863–1934       | Marie Antonie z Nostitz-Rienecku 1863–1934       |                                                  |                                                  |                                                  |                                                  |                                    |                                    |                                                     |                                                     |                                                     |                                                     |                                                     |                                                     |                                   |                                   |                                                |                                                |                                                |                                                |                                                |                                                |                              |                              |                                |                                |                                |                                |                                |                                |
|                                                  |                                                  |                                                  |                                                  |                                                  |                                                  |  |  |                                                    |                                                    |                                                    |                                                    |                                                    |                                                    |                                          |                                          |                                                                 |                                                                 |                                                                 |                                                                 |                                                                 |                                                                 |                                                     |                                                     |                                                     |                                                     |                                                |                                                |                                                |                                                |                                         |                                         |                                           |                                           |                                           |                                           |                                           |                                           |                                     |                                     |                                                     |                                                     |                                                     |                                                     |                                                         |                                                         |                                                         |                                                         |                                                         |                                                         |                                             |                                             |                                             |                                             |                                            |                                            |                                                  |                                                  |                                                  |                                                  |                                                  |                                                  |                                    |                                    |                                                     |                                                     |                                                     |                                                     |                                                     |                                                     |                                   |                                   |                                                |                                                |                                                |                                                |                                                |                                                |                              |                              |                                |                                |                                |                                |                                |                                |
|                                                  |                                                  |                                                  |                                                  |                                                  |                                                  |  |  |                                                    |                                                    |                                                    |                                                    |                                                    |                                                    |                                          |                                          |                                                                 |                                                                 |                                                                 |                                                                 |                                                                 |                                                                 |                                                     |                                                     |                                                     |                                                     |                                                |                                                |                                                |                                                |                                         |                                         |                                           |                                           |                                           |                                           |                                           |                                           |                                     |                                     |                                                     |                                                     |                                                     |                                                     |                                                         |                                                         |                                                         |                                                         |                                                         |                                                         |                                             |                                             |                                             |                                             |                                            |                                            |                                                  |                                                  |                                                  |                                                  |                                                  |                                                  |                                    |                                    |                                                     |                                                     |                                                     |                                                     |                                                     |                                                     |                                   |                                   |                                                |                                                |                                                |                                                |                                                |                                                |                              |                              |                                |                                |                                |                                |                                |                                |
| Karl Silva-Tarouca 1883–1958                     | Karl Silva-Tarouca 1883–1958                     | Karl Silva-Tarouca 1883–1958                     | Karl Silva-Tarouca 1883–1958                     | Karl Silva-Tarouca 1883–1958                     | Karl Silva-Tarouca 1883–1958                     |  |  |                                                    |                                                    | Egbert Silva-Tarouca 1887–1971                     | Egbert Silva-Tarouca 1887–1971                     | Egbert Silva-Tarouca 1887–1971                     | Egbert Silva-Tarouca 1887–1971                     | Egbert Silva-Tarouca 1887–1971           | Egbert Silva-Tarouca 1887–1971           |                                                                 |                                                                 | Eleonore Hoyos-Stichsenstein 1894–1993                          | Eleonore Hoyos-Stichsenstein 1894–1993                          | Eleonore Hoyos-Stichsenstein 1894–1993                          | Eleonore Hoyos-Stichsenstein 1894–1993                          | Eleonore Hoyos-Stichsenstein 1894–1993              | Eleonore Hoyos-Stichsenstein 1894–1993              |                                                     |                                                     |                                                |                                                | 10. Franz Ernst Silva-Tarouca 1890–1943        | 10. Franz Ernst Silva-Tarouca 1890–1943        | 10. Franz Ernst Silva-Tarouca 1890–1943 | 10. Franz Ernst Silva-Tarouca 1890–1943 | 10. Franz Ernst Silva-Tarouca 1890–1943   | 10. Franz Ernst Silva-Tarouca 1890–1943   |                                           |                                           |                                           |                                           | 6. Aloysius Silva-Tarouca 1892–1917 | 6. Aloysius Silva-Tarouca 1892–1917 | 6. Aloysius Silva-Tarouca 1892–1917                 | 6. Aloysius Silva-Tarouca 1892–1917                 | 6. Aloysius Silva-Tarouca 1892–1917                 | 6. Aloysius Silva-Tarouca 1892–1917                 |                                                         |                                                         |                                                         |                                                         | 5. Wilhelm Silva-Tarouca 1894–1895                      | 5. Wilhelm Silva-Tarouca 1894–1895                      | 5. Wilhelm Silva-Tarouca 1894–1895          | 5. Wilhelm Silva-Tarouca 1894–1895          | 5. Wilhelm Silva-Tarouca 1894–1895          | 5. Wilhelm Silva-Tarouca 1894–1895          |                                            |                                            |                                                  |                                                  | x886. Marie Silva-Tarouca */† 1886               | x886. Marie Silva-Tarouca */† 1886               | x886. Marie Silva-Tarouca */† 1886               | x886. Marie Silva-Tarouca */† 1886               | x886. Marie Silva-Tarouca */† 1886 | x886. Marie Silva-Tarouca */† 1886 |                                                     |                                                     |                                                     |                                                     | Friedrich Silva-Tarouca 1888–1968                   | Friedrich Silva-Tarouca 1888–1968                   | Friedrich Silva-Tarouca 1888–1968 | Friedrich Silva-Tarouca 1888–1968 | Friedrich Silva-Tarouca 1888–1968              | Friedrich Silva-Tarouca 1888–1968              |                                                |                                                | Maria von Wimpffen 1894–1969                   | Maria von Wimpffen 1894–1969                   | Maria von Wimpffen 1894–1969 | Maria von Wimpffen 1894–1969 | Maria von Wimpffen 1894–1969   | Maria von Wimpffen 1894–1969   |                                |                                |                                |                                |
| Karl Silva-Tarouca 1883–1958                     | Karl Silva-Tarouca 1883–1958                     | Karl Silva-Tarouca 1883–1958                     | Karl Silva-Tarouca 1883–1958                     | Karl Silva-Tarouca 1883–1958                     | Karl Silva-Tarouca 1883–1958                     |  |  |                                                    |                                                    | Egbert Silva-Tarouca 1887–1971                     | Egbert Silva-Tarouca 1887–1971                     | Egbert Silva-Tarouca 1887–1971                     | Egbert Silva-Tarouca 1887–1971                     | Egbert Silva-Tarouca 1887–1971           | Egbert Silva-Tarouca 1887–1971           |                                                                 |                                                                 | Eleonore Hoyos-Stichsenstein 1894–1993                          | Eleonore Hoyos-Stichsenstein 1894–1993                          | Eleonore Hoyos-Stichsenstein 1894–1993                          | Eleonore Hoyos-Stichsenstein 1894–1993                          | Eleonore Hoyos-Stichsenstein 1894–1993              | Eleonore Hoyos-Stichsenstein 1894–1993              |                                                     |                                                     |                                                |                                                | 10. Franz Ernst Silva-Tarouca 1890–1943        | 10. Franz Ernst Silva-Tarouca 1890–1943        | 10. Franz Ernst Silva-Tarouca 1890–1943 | 10. Franz Ernst Silva-Tarouca 1890–1943 | 10. Franz Ernst Silva-Tarouca 1890–1943   | 10. Franz Ernst Silva-Tarouca 1890–1943   |                                           |                                           |                                           |                                           | 6. Aloysius Silva-Tarouca 1892–1917 | 6. Aloysius Silva-Tarouca 1892–1917 | 6. Aloysius Silva-Tarouca 1892–1917                 | 6. Aloysius Silva-Tarouca 1892–1917                 | 6. Aloysius Silva-Tarouca 1892–1917                 | 6. Aloysius Silva-Tarouca 1892–1917                 |                                                         |                                                         |                                                         |                                                         | 5. Wilhelm Silva-Tarouca 1894–1895                      | 5. Wilhelm Silva-Tarouca 1894–1895                      | 5. Wilhelm Silva-Tarouca 1894–1895          | 5. Wilhelm Silva-Tarouca 1894–1895          | 5. Wilhelm Silva-Tarouca 1894–1895          | 5. Wilhelm Silva-Tarouca 1894–1895          |                                            |                                            |                                                  |                                                  | x886. Marie Silva-Tarouca */† 1886               | x886. Marie Silva-Tarouca */† 1886               | x886. Marie Silva-Tarouca */† 1886               | x886. Marie Silva-Tarouca */† 1886               | x886. Marie Silva-Tarouca */† 1886 | x886. Marie Silva-Tarouca */† 1886 |                                                     |                                                     |                                                     |                                                     | Friedrich Silva-Tarouca 1888–1968                   | Friedrich Silva-Tarouca 1888–1968                   | Friedrich Silva-Tarouca 1888–1968 | Friedrich Silva-Tarouca 1888–1968 | Friedrich Silva-Tarouca 1888–1968              | Friedrich Silva-Tarouca 1888–1968              |                                                |                                                | Maria von Wimpffen 1894–1969                   | Maria von Wimpffen 1894–1969                   | Maria von Wimpffen 1894–1969 | Maria von Wimpffen 1894–1969 | Maria von Wimpffen 1894–1969   | Maria von Wimpffen 1894–1969   |                                |                                |                                |                                |
|                                                  |                                                  |                                                  |                                                  |                                                  |                                                  |  |  |                                                    |                                                    |                                                    |                                                    |                                                    |                                                    |                                          |                                          |                                                                 |                                                                 |                                                                 |                                                                 |                                                                 |                                                                 |                                                     |                                                     |                                                     |                                                     |                                                |                                                |                                                |                                                |                                         |                                         |                                           |                                           |                                           |                                           |                                           |                                           |                                     |                                     |                                                     |                                                     |                                                     |                                                     |                                                         |                                                         |                                                         |                                                         |                                                         |                                                         |                                             |                                             |                                             |                                             |                                            |                                            |                                                  |                                                  |                                                  |                                                  |                                                  |                                                  |                                    |                                    |                                                     |                                                     |                                                     |                                                     |                                                     |                                                     |                                   |                                   |                                                |                                                |                                                |                                                |                                                |                                                |                              |                              |                                |                                |                                |                                |                                |                                |
|                                                  |                                                  |                                                  |                                                  |                                                  |                                                  |  |  |                                                    |                                                    |                                                    |                                                    |                                                    |                                                    |                                          |                                          |                                                                 |                                                                 |                                                                 |                                                                 |                                                                 |                                                                 |                                                     |                                                     |                                                     |                                                     |                                                |                                                |                                                |                                                |                                         |                                         |                                           |                                           |                                           |                                           |                                           |                                           |                                     |                                     |                                                     |                                                     |                                                     |                                                     |                                                         |                                                         |                                                         |                                                         |                                                         |                                                         |                                             |                                             |                                             |                                             |                                            |                                            |                                                  |                                                  |                                                  |                                                  |                                                  |                                                  |                                    |                                    |                                                     |                                                     |                                                     |                                                     |                                                     |                                                     |                                   |                                   |                                                |                                                |                                                |                                                |                                                |                                                |                              |                              |                                |                                |                                |                                |                                |                                |
| Theresia Silva-Tarouca 1920–1947                 | Theresia Silva-Tarouca 1920–1947                 | Theresia Silva-Tarouca 1920–1947                 | Theresia Silva-Tarouca 1920–1947                 | Theresia Silva-Tarouca 1920–1947                 | Theresia Silva-Tarouca 1920–1947                 |  |  | Anton Kraus 1916–1991                              | Anton Kraus 1916–1991                              | Anton Kraus 1916–1991                              | Anton Kraus 1916–1991                              | Anton Kraus 1916–1991                              | Anton Kraus 1916–1991                              |                                          |                                          | Maria Kunigunde Silva-Tarouca 1921–1947                         | Maria Kunigunde Silva-Tarouca 1921–1947                         | Maria Kunigunde Silva-Tarouca 1921–1947                         | Maria Kunigunde Silva-Tarouca 1921–1947                         | Maria Kunigunde Silva-Tarouca 1921–1947                         | Maria Kunigunde Silva-Tarouca 1921–1947                         |                                                     |                                                     | Georg Paul 1922–1960                                | Georg Paul 1922–1960                                | Georg Paul 1922–1960                           | Georg Paul 1922–1960                           | Georg Paul 1922–1960                           | Georg Paul 1922–1960                           |                                         |                                         | Gabriele Silva-Tarouca 1922–1957          | Gabriele Silva-Tarouca 1922–1957          | Gabriele Silva-Tarouca 1922–1957          | Gabriele Silva-Tarouca 1922–1957          | Gabriele Silva-Tarouca 1922–1957          | Gabriele Silva-Tarouca 1922–1957          |                                     |                                     | Eduard Neuman de Végvár 1904–1970                   | Eduard Neuman de Végvár 1904–1970                   | Eduard Neuman de Végvár 1904–1970                   | Eduard Neuman de Végvár 1904–1970                   | Eduard Neuman de Végvár 1904–1970                       | Eduard Neuman de Végvár 1904–1970                       |                                                         |                                                         | Franz Silva-Tarouca 1925–1945                           | Franz Silva-Tarouca 1925–1945                           | Franz Silva-Tarouca 1925–1945               | Franz Silva-Tarouca 1925–1945               | Franz Silva-Tarouca 1925–1945               | Franz Silva-Tarouca 1925–1945               |                                            |                                            | Beatrix Silva-Tarouca 1930–1956                  | Beatrix Silva-Tarouca 1930–1956                  | Beatrix Silva-Tarouca 1930–1956                  | Beatrix Silva-Tarouca 1930–1956                  | Beatrix Silva-Tarouca 1930–1956                  | Beatrix Silva-Tarouca 1930–1956                  |                                    |                                    | Fritz Berg 1930–?                                   | Fritz Berg 1930–?                                   | Fritz Berg 1930–?                                   | Fritz Berg 1930–?                                   | Fritz Berg 1930–?                                   | Fritz Berg 1930–?                                   |                                   |                                   | Karl Silva-Tarouca 1921–1945                   | Karl Silva-Tarouca 1921–1945                   | Karl Silva-Tarouca 1921–1945                   | Karl Silva-Tarouca 1921–1945                   | Karl Silva-Tarouca 1921–1945                   | Karl Silva-Tarouca 1921–1945                   |                              |                              | Helene Silva-Tarouca 1923–2002 | Helene Silva-Tarouca 1923–2002 | Helene Silva-Tarouca 1923–2002 | Helene Silva-Tarouca 1923–2002 | Helene Silva-Tarouca 1923–2002 | Helene Silva-Tarouca 1923–2002 |
| Theresia Silva-Tarouca 1920–1947                 | Theresia Silva-Tarouca 1920–1947                 | Theresia Silva-Tarouca 1920–1947                 | Theresia Silva-Tarouca 1920–1947                 | Theresia Silva-Tarouca 1920–1947                 | Theresia Silva-Tarouca 1920–1947                 |  |  | Anton Kraus 1916–1991                              | Anton Kraus 1916–1991                              | Anton Kraus 1916–1991                              | Anton Kraus 1916–1991                              | Anton Kraus 1916–1991                              | Anton Kraus 1916–1991                              |                                          |                                          | Maria Kunigunde Silva-Tarouca 1921–1947                         | Maria Kunigunde Silva-Tarouca 1921–1947                         | Maria Kunigunde Silva-Tarouca 1921–1947                         | Maria Kunigunde Silva-Tarouca 1921–1947                         | Maria Kunigunde Silva-Tarouca 1921–1947                         | Maria Kunigunde Silva-Tarouca 1921–1947                         |                                                     |                                                     | Georg Paul 1922–1960                                | Georg Paul 1922–1960                                | Georg Paul 1922–1960                           | Georg Paul 1922–1960                           | Georg Paul 1922–1960                           | Georg Paul 1922–1960                           |                                         |                                         | Gabriele Silva-Tarouca 1922–1957          | Gabriele Silva-Tarouca 1922–1957          | Gabriele Silva-Tarouca 1922–1957          | Gabriele Silva-Tarouca 1922–1957          | Gabriele Silva-Tarouca 1922–1957          | Gabriele Silva-Tarouca 1922–1957          |                                     |                                     | Eduard Neuman de Végvár 1904–1970                   | Eduard Neuman de Végvár 1904–1970                   | Eduard Neuman de Végvár 1904–1970                   | Eduard Neuman de Végvár 1904–1970                   | Eduard Neuman de Végvár 1904–1970                       | Eduard Neuman de Végvár 1904–1970                       |                                                         |                                                         | Franz Silva-Tarouca 1925–1945                           | Franz Silva-Tarouca 1925–1945                           | Franz Silva-Tarouca 1925–1945               | Franz Silva-Tarouca 1925–1945               | Franz Silva-Tarouca 1925–1945               | Franz Silva-Tarouca 1925–1945               |                                            |                                            | Beatrix Silva-Tarouca 1930–1956                  | Beatrix Silva-Tarouca 1930–1956                  | Beatrix Silva-Tarouca 1930–1956                  | Beatrix Silva-Tarouca 1930–1956                  | Beatrix Silva-Tarouca 1930–1956                  | Beatrix Silva-Tarouca 1930–1956                  |                                    |                                    | Fritz Berg 1930–?                                   | Fritz Berg 1930–?                                   | Fritz Berg 1930–?                                   | Fritz Berg 1930–?                                   | Fritz Berg 1930–?                                   | Fritz Berg 1930–?                                   |                                   |                                   | Karl Silva-Tarouca 1921–1945                   | Karl Silva-Tarouca 1921–1945                   | Karl Silva-Tarouca 1921–1945                   | Karl Silva-Tarouca 1921–1945                   | Karl Silva-Tarouca 1921–1945                   | Karl Silva-Tarouca 1921–1945                   |                              |                              | Helene Silva-Tarouca 1923–2002 | Helene Silva-Tarouca 1923–2002 | Helene Silva-Tarouca 1923–2002 | Helene Silva-Tarouca 1923–2002 | Helene Silva-Tarouca 1923–2002 | Helene Silva-Tarouca 1923–2002 |